# Kędzierzawka maliny

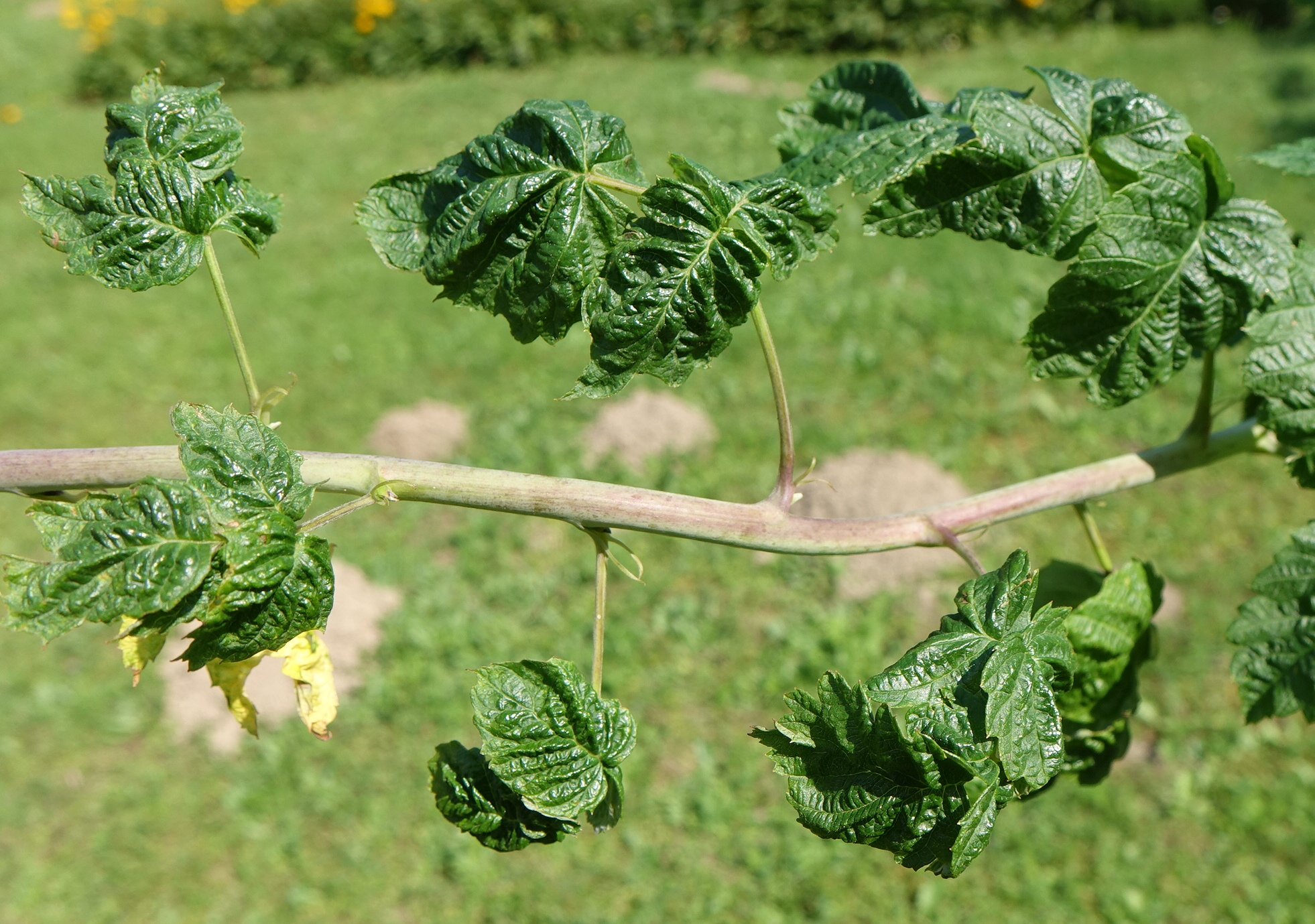

Kędzierzawka maliny (ang. American leaf curl of raspberry, leaf curl of raspberry) – wirusowa choroba malin wywołana przez wirusa kędzierzawki maliny (RLCV).

## Szkodliwość choroby i jej objawy
Kędzierzawka maliny jest łatwo rozpoznawalna. Występuje na malinach czerwonych, czarnych, fioletowych i na jeżynach. Może spowodować zmniejszenie plonu o 20 do 70 procent. Najbardziej szkodliwa jest dla malin czarnych – może spowodować ich śmierć po dwóch lub trzech latach. Objawy na malinach różnią się w zależności od wirusa szczepu i odmiany zakażonej maliny.
Objawy na żółtych i czerwonych malinach
W pierwszym roku infekcji rośliny nie wykazują żadnych objawów albo może następować tylko łagodne zwijanie się końcówek liści. Następnej wiosny liście w pobliżu wierzchołków pędów wydają stają się zaokrąglone, skarłowaciałe i pomarszczone, z brzegami zawiniętymi ciasno w dół i do wewnątrz. Pędy boczne są skrócone, a proliferacja pędów może wytworzyć rozetę. Chore pędy są bladożółtawozielone, wkrótce stają się ciemnozielone, sztywne i łamliwe, zwykle nie rozgałęziają się. Każdego roku roślina traci wigor, a nowe pędy są coraz bardziej skarłowaciałe aż osiągną zaledwie kilka centymetrów wzrostu. Zainfekowane rośliny produkują mało owoców, a jagody, które się tworzą, są małe, suche, ziarniste i kruche
Objawy na czarnych i fioletowych malinach
Są podobne do tych na czerwonych i żółtych malinach. Następuje wygięcie wierzchołków liści ku górze, stają się one sztywne, karłowate i prawie okrągłe, tłuste i ciemnozielone. Porażone rośliny są skarłowaciałe i krzaczaste, a ich jagody małe i suche. W kolejnych latach młode pędy są poważnie osłabione skarłowaciałe, sztywne, kruche, pozbawiony odgałęzień bocznych.
Objawy na jeżynach.
U jeżyn kędzierzawka występuje rzadko i nie odgrywa większej roli. Niektóre odmiany wykazują objawy kędzierzawki podobne do tych na malinach czerwonych i żółtych, inne mogą być bezobjawowymi nosicielami wirusa.

## Cykl chorobowy
Wirus kędzierzawki maliny jest powszechnie przenoszony z rośliny na roślinę przez małą mszycę malinową Aphis rubicola. Duże populacje tej mszycy na młodych liściach mogą powodować silne zwijanie się liści nawet bez obecności wirusa kędzierzawki. Skrzydlate formy mszyc przenoszą wirusa na zdrowe maliny z pobliskich zainfekowanych uprawianych lub dzikich jeżyn. Mszyce przenoszone przez wiatr mogą rozprzestrzeniać wirus na odległość kilka mil. Podatne na tę chorobę są wszystkie odmiany handlowe.

## Ochrona
Porażonych roślin nie można uratować. Można zapobiegać chorobie poprzez:
- Jeżeli to możliwe, sadzenie odmian odpornych na kędzierzawkę[3].
- Wybór dobrego miejsce dla plantacji. Powinno być słoneczne, żyzne oraz mieć dobry drenaż gleby[3].
- Tam, gdzie to możliwe, należy zniszczyć wszystkie dzikie i zaniedbane maliny, jeżyny i winorośle znajdujące się w odległości od 0,2–1 km. Rośliny te mogą być siedliskiem wirusów i innych chorób malin i jeżyn[3].
- Jeśli mają być uprawiane zarówno czarne, jak i czerwone maliny, powinny się znajdować w odległości co najmniej 50 m od siebie, aby zredukować wirusowe zakażenie krzyżowe. Jeśli to możliwe, należy czarne maliny sadzić po stronie nawietrznej, co dodatkowo zmniejsza przenoszenie przez mszyce[3].
- Nowe nasadzenia należy wykonać sadzonkami najlepszej jakości. Rośliny z gwarantowanym przez producenta brakiem wirusów są droższe, ale są warte dodatkowych kosztów[3].
- Plantację należy systematycznie monitorować kilka razy w sezonie i usuwać wszystkie chore rośliny. Najlepszy czas na wykrycie objawów wirusa to chłodna, pochmurna pogoda od środkowej do późnej wiosny, wczesne lato i ponownie od wczesnej do połowy jesieni. Dzień lub dwa przed usunięciem należy dokładnie spryskać porażone rośliny malationem, używając 2 łyżek stołowych na galon wody lub przypalić chore rośliny palnikiem do chwastów. Te zabiegi zabiją wirusy przenoszone przez mszyce i zapobiegną ich migracji do zdrowych roślin. Usunięcie roślin porażonych wirusami jest najskuteczniejsze w pierwszym roku, ponieważ zmniejsza to źródło choroby wirusów na następny sezon, a także oszczędza pracę związaną z wykopywaniem znacznie większej rośliny z rozbudowanym i porażonym wirusami systemem korzeniowym[3].
- Mszyce należy zwalczać przez opryskiwanie insektycydami[3].